# Echetimos
Echetimos z Sykionu (Ἐχέτιμος) – Sykiończyk, mąż Nikagory, która według Pauzaniasza miała na wozie zaprzężonym w muły przenieść z Epidauros do Sykionu wizerunek Asklepiosa o postaci smoka [Paus. II 10.3].